# Ooencyrtus risbeci
Ooencyrtus risbeci is een vliesvleugelig insect uit de familie Encyrtidae. De wetenschappelijke naam is voor het eerst geldig gepubliceerd in 1987 door Prinsloo.